# بهافريد
بهافريد فيلسوف فارسي زرادشتي ومصلح ديني في القرن الثامن. فقد سعى بهافريد من خلال إحداث تغييرات في الدين الزرادشتي، إلى ان يوائمه مع الإسلام، ولكن هذه البدعة أثارت غضب الموبذين الزرادشتيين فشكوه إلى أبي مسلم. فاعتقله الأخير وأمر بقتله. وزعم اتباع ـ بهافريد ـ بعد مقتله، انه صعد الي السماء علي برذون وانه سينزل اليهم كما صعد وينتقم من اعدائه ويملأ الأرض عدلا وحقا ويدين به الناس، ويعم في عصره السلام، ودعا ـ سنباذ ـ الي تعاليم ـ بها فريد ـ في الحلول والرجعة.